# Kingdom of Giants
Kingdom of Giants is een Amerikaanse posthardcoreband afkomstig uit Sacramento, Californië. De band werd uit de overblijfselen van een andere band opgericht in 2010 door Dana Willax, Red Martin, Max Bremer, Julian Perez, Levi Norris, Truman Berlin, waarna de band anno 2020 drie albums uitgebracht heeft.
Eind 2013 toerde de band met Dayseeker door de Verenigde Staten, waarna ze in 2014 tekenden voor InVogue Records. In 2014 toerde de band andermaal door de Verenigde Staten naast onder andere Famous Last Words, Invent, Animate en For All I Am, onder andere als onderdeel van de InVogue Records Tour
.

## Personele bezetting
- Dana Willax - zang
- Red Martin - gitaar
- Max Bremer - gitaar
- Julian Perez - keyboard
- Levi Norris - bas
- Truman Berlin - drums

## Discografie

### Albums
- 2013: Every Wave of Sound
- 2014: Ground Culture
- 2017: All the Hell You've Got to Spare
- 2020: Passenger

### Ep's
- 2011: Abominable
- 2024: Bleeding Star